# Fotevik

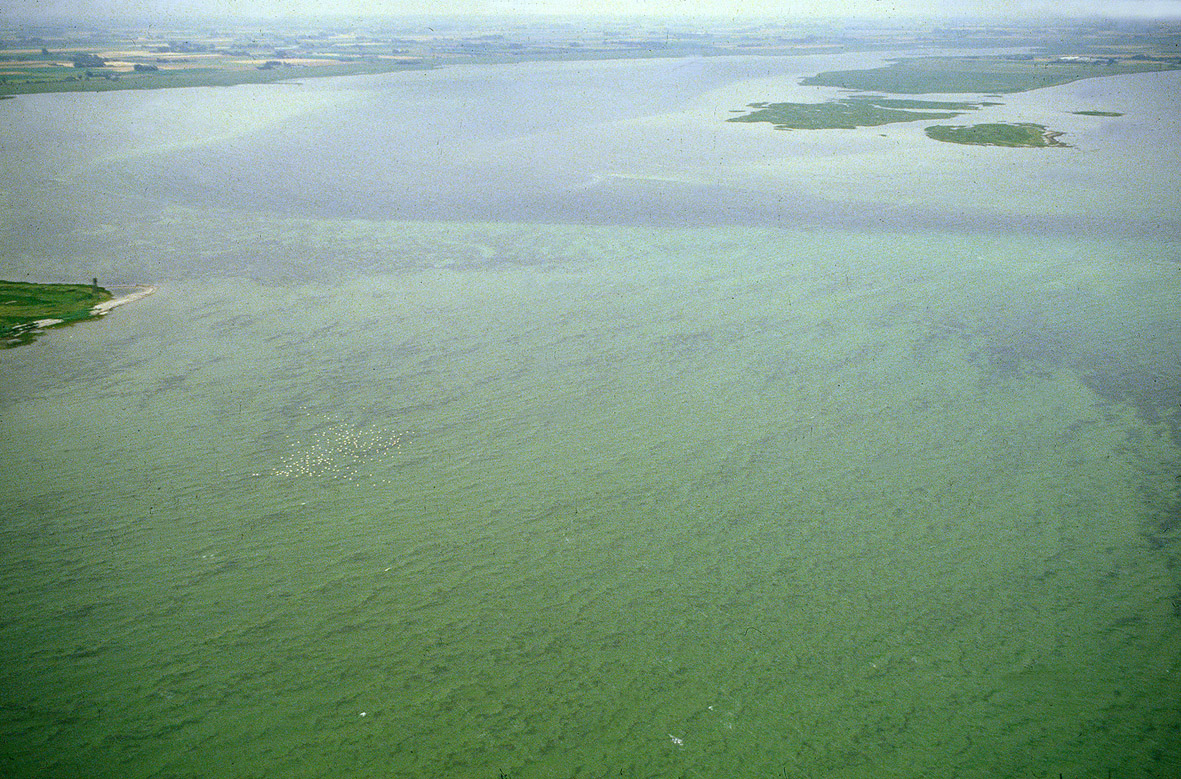
Foteviken från norr vid mynningen ut till Höllviken. Djuprännan in i viken avtecknar sig tydligt. Mellan landfästena i mynningen ligger en stor stenspärr under vattenytan (ej synlig på bilden).

Fotevik är en havsvik i sydvästra Skåne, i anslutning till Höllviken. I området hölls Halör marknad fram till slutet av 1100-talet.
I Fotevikens mynning ut mot Höllviken finns under vatten en närmare trehundra meter lång trä- och stenspärr, Foteviksspärren, vilken började byggas i slutet av 900-talet. Detta stora byggnadsverk har utförts på kunglig order, troligtvis som skydd för den skånska ledungsflottans hamn längre in i Foteviken. Vid arkeologisk utgrävning 2009 påträffades också rester efter en ej färdigställd ringborg, så kallad trelleborg, från slutet av 900-talet ute på Lilla Hammars näs. Den 4 juni 1134 utkämpades slaget vid Foteviken mellan kung Niels av Danmark och tronpretendenten Erik Emune, som avgick med segern. 
Det rika fågellivet i området uppmärksammades tidigt, speciellt då infångandet av falkar. 1529 fick falkeneraren Peder Willomssen av kungen ensamrätt att på fyra år bedriva falkfångst i Lilla Hammar "mot avgift som han brukar erlägga".
Kungen hade stort egenintresse i denna jakt vilket framgår då han 1550 ger order till länsherren Mogens Gyldenstjärna att tillse falkfångarna i hans län att de inte fick sälja sina infångade falkar ("gerfalke") förrän de har varit i Köpenhamn och erbjudit kungen dem.
När Anders Tidström gjorde sin Skåneresa 1756 reste han från Vellinge till Lilla Hammars by över den då grunda Foteviken:
"Från Hvellinge reste vi ned till och tvärs öfver viken, som var mindre än ½ fjerdingsväg och ett godt stycke från landet. Berättades att Kung Carl XII här ridit ner en häst. Han red för långt ut der det var sankblött; en bonde hemtade pistolerna och fick en dukat i drickespengar."
Vid Foteviken fanns en järnvägsstation utmed linjen Vellinge-Skanör-Falsterbo, och under början av linjens livstid var detta den enda stationen i anslutning till Höllvikens samhälle, som inte fick någon station förrän 1910 i form av en mindre hållplats.
Sedan 1995 hittar man Fotevikens Museum vid Foteviken.